# Tshepang Makhethe
Tshepang Makhethe (né le 19 février 1996) est un athlète sud-africain, spécialiste du lancer du marteau.

## Biographie
En 2016 il remporte la médaille de bronze du lancer du marteau lors des championnats d'Afrique, à Durban, avec un lancer à 65,54 m.
Quatrième en 2018 à Asaba, il décroche la médaille d'argent en 2022 à Saint-Pierre.
En 2019 à Germiston il remporte les championnats nationaux, mettant fin à une série de 23 victoires de Chris Harmse dans cette compétition.  Il établit au passage un record personnel de 72,25 m.

### Palmarès
| Date | Compétition            | Lieu         | Résultat | Épreuve           | Marque  |
| ---- | ---------------------- | ------------ | -------- | ----------------- | ------- |
| 2016 | Championnats d'Afrique | Durban       | 3e       | Lancer du marteau | 65,54 m |
| 2018 | Championnats d'Afrique | Asaba        | 4e       | Lancer du marteau | 68,81 m |
| 2022 | Championnats d'Afrique | Saint-Pierre | 2e       | Lancer du marteau | 68,75 m |

### Records
| Épreuve           | Performance | Lieu      | Date          |
| ----------------- | ----------- | --------- | ------------- |
| Lancer du marteau | 72,25 m     | Germiston | 26 avril 2019 |